# Dinah Jane
Dinah Jane Milika Ilaisaane Hansen, nota semplicemente come Dinah Jane (Santa Ana, 22 giugno 1997), è una cantante statunitense.
È stata un membro del gruppo musicale Fifth Harmony.

## Biografia
Dinah Jane è cresciuta a Santa Ana, in California ed è figlia di Gorden Hansen e Milika Amasio.  È la maggiore di 7 figli ed è cresciuta in una casa con 4 camere da letto insieme ad altre 23 persone. Hansen è principalmente di origine tongana con origini samoane, figiane e danesi.
Dinah Jane si è esibita in pubblico per la prima volta cantando l'inno nazionale all'età di sette anni.  Ha frequentato la Orange County School of the Arts e si è laureata nel 2015.

## Carriera

### 2012-2018: The X Factor e Fifth Harmony
Nel 2011, ha registrato il suo primo singolo Dancing Like a White Girl. Hansen ha sostenuto un provino per The X Factor USA nel 2012 cantando If I Were a Boy di Beyoncé. Per la sua performance da solista ai bootcamp ha cantato Hero di Mariah Carey. Ha sfidato Diamond White cantando Stronger (What Doesn’t Kill You) durante il quale ha dimenticato una parte del testo. È stata eliminata durante il roundcamp della competizione, ma è stata poi riportata in gara insieme ad Ally Brooke, Normani, Lauren Jauregui e Camila Cabello per formare il gruppo ora conosciuto come Fifth Harmony.  Il gruppo è arrivato alla finale, classificandosi terzo.
Le Fifth Harmony hanno pubblicato il loro EP di debutto, Better Together nel 2013, il loro primo album Reflection nel gennaio 2015 e il loro secondo album 7/27 nel maggio 2016. I loro primi due album hanno generato rispettivamente i singoli Worth It e Work from Home, che hanno raggiunto la top 10 in diverse classifiche internazionali. Il gruppo ha anche contribuito alla colonna sonora del film animato Hotel Transylvania 2 con la loro canzone I'm in Love with a Monster. Hanno pubblicato il loro terzo album omonimo, il primo da quartetto, il 25 agosto 2017. Il 19 marzo 2018, il gruppo ha annunciato una pausa indefinita per concentrarsi sulle loro carriere soliste.

### 2015-presente: Lavoro da solista
Nel 2015, Hansen ha fatto un'audizione per il ruolo del personaggio principale nel film d'animazione Oceania; il ruolo alla fine l’ha ottenuto ad Auli'i Cravalho. Ha partecipato alla canzone di RedOne Boom Boom insieme a Daddy Yankee e French Montana. Ha cantato l'inno nazionale tongano il 24 novembre 2017 durante la semifinale della Coppa del Mondo di rugby 2017. Hansen ha pubblicato un medley natalizio nello stesso anno con la cantante Leona Lewis. Hansen ha collaborato con Ty Dolla Sign e Marc E. Bassy per il suo singolo di debutto da solista Bottled Up, che è stato rilasciato con il suo lyric video il 21 settembre 2018. Ha eseguito il singolo in al The Tonight Show with Jimmy Fallon. Jane ha eseguito due nuovi brani, Retrograde e I Don’t Mind, al Jingle Bash il 3 dicembre 2018. Il 26 marzo 2019, Jane ha pubblicato la sua canzone Retrograde come singolo promozionale. Il 28 marzo ha annunciato che un progetto musicale sarebbe uscito il 19 aprile 2019, che si è in seguito rivelato essere il suo primo EP da solista, Dinah Jane 1. Dinah Jane ha estratto una canzone, intitolata Heard It All Before, seguita da un video musicale come singolo dall'EP il 19 aprile 2019.
Il 13 marzo 2020 pubblica il suo primo singolo dell'anno Lottery. Il 20 marzo, pubblica il singolo 1501

## Stili musicali e influenze
Dinah Jane ha descritto la sua musica “come se l’urban R&B incontrasse gli anni ‘90 e ‘2000”. Ha menzionato Patti LaBelle, Beyoncé, Leona Lewis, Mariah Carey ed Etta James tra le sue influenze musicali.

## Discografia

### EP
- 2019 – Dina Jane 1
- 2024 -  JUICE COUNTY:VOLUME 1

### Singoli
- 2018 – Bottled Up (con Ty Dolla Sign e Marc E.Bassy)
- 2019 – Retrograde
- 2019 – SZNS (con A Boogie Wit da Woodie)
- 2020 – Lottery
- 2020 – 1501
- 2020 – Missed a Spot

## Filmografia
- The After Party, regia di Ian Edelman (2018)